# ميخائيل رودريغوس (لاعب جمباز بهلوانية)
ميخائيل رودريغوس (بالإنجليزية: Michael Rodrigues)‏ هو لاعب جمباز بهلوانية ‏ أمريكي، ولد في 31 أغسطس 1982 في ليفيرموري في الولايات المتحدة.

## وصلات خارجية
- ميخائيل رودريغوس على موقع الاتحاد الدولي للجمباز (biography) (الإنجليزية)
- ميخائيل رودريغوس على موقع الاتحاد الأمريكي للجمباز (الإنجليزية)